# Euan Morton
Euan Douglas George Morton (Falkir, 13 de agosto de 1977) é um ator e cantor escocês. É conhecido por seu papel como Boy George no musical Taboo, recebendo indicações para o Laurence Olivier Award e Tony Award por sua performance. Atualmente, ele interpreta o rei George no musical Hamilton na Broadway e o faz desde julho de 2017.

## Vida progressa
Morton nasceu em Bo'ness, na Escócia. Iniciou a atuar no teatro infantil local. Depois de se formar na Mountview Academy of Theatre Arts em Londres, Morton trabalhou para o Profit Share Theatre e para cinema e televisão no Reino Unido.  

## Carreira

### Carreira no palco
Morton apareceu em The Silent Treatment no Finborough Theatre, Londres, em 2001. Imediatamente depois, ele interpretou o papel de Boy George no musical Tabu de West End, em 2002, e também atuou na Broadway em 2003.
Recebeu uma indicação ao Whatsonstage e ao Laurence Olivier Award pelo papel de Boy George no Reino Unido e ganhou indicações ao Tony Award, Drama Desk Award, Outer Critics Circle e Drama League Award, além do Theatre World Award (de Melhor Estréia na Broadway) nos E.U.A. Ele desempenhou o papel de Ligniere na peça " Cyrano de Bergerac " de 12 de outubro de 2007 a 6 de janeiro de 2008 na Broadway, no Richard Rodgers Theatre . Morton se apresentou na revista musical Sondheim on Sondheim, concebida e dirigida por James Lapine em 2010, que estreou na Broadway no Studio 54 e foi apresentada pelo Roundabout Theatre.
Fora da Broadway, apareceu no papel-título da adaptação de Brundibar por Tony Kushner no The New Victory Theatre em 2006. Ganhou o Prêmio Obie de 2006 por sua participação em Measure For Pleasure no The Public Theatre. Também desempenhou o papel-título no musical Caligula: An Ancient Glam Epic no inaugural New York Musical Theatre Festival, em setembro de 2004. reapareceu, juntamente com Alfred Molina, na nova produção de Howard Katz da Roundabout Theatre Company, de Patrick Marber, que saiu da Broadway no Laura Pels Theatre de 1 de março de 2007 a 6 de maio de 2007. Apareceu novamente no musical Atomic, exibido no Acorn Theatre 13 de julho de 2014 a 16 de agosto de 2014, no papel de J. Robert Oppenheimer.
No teatro regional, desempenhou o papel principal em The Who's Tommy no Bay Street Theatre em Sag Harbor, Nova York, no ano de 2006.  Em 2010, interpretou Anatoly Sergievsky na produção de xadrez do Signature Theatre (Arlington, Virgínia). Em 2011, ele desempenhou o papel de Launce em Dois Cavalheiros de Verona na Shakespeare Theatre Company ..Participou da peça Coração de Robin Hood, escrita por David Farr, que atuou em Winnipeg e Toronto entre dezembro de 2014 e março de 2015, no papel do príncipe John.
Morton foi presenteado com um Helen Hayes Award por sua atuação como Leo Frank no musical Parade no Ford's Theatre em Washington, DC, de setembro a outubro de 2011.
Morton testou o papel de Sherlock Holmes em Baskerville, de Ken Ludwig : um mistério de Sherlock Holmes no Old Globe Theatre em San Diego, Califórnia, em 2015.
Morton também é creditado por atuar como Renfield na gravação de estúdio de Dracula, de Frank Wildhorn, em 2011 , no musical, cantando "Master's Song" e "Master's Song (Reprise)".
Em 29 de novembro de 2016, assumiu o papel de Hedwig na turnê nacional de Hedwig e The Angry Inch. Em 2 de julho de 2017, Morton terminou seu último show da turnê Hedwig.
Em 12 de julho de 2017, o filho de Euan, Iain Armitage, anunciou através do vídeo do Facebook em sua página do mesmo: Iain Armitage: Iain Loves Theatre que seu pai assumiria o papel de rei George em Hamilton na Broadway. Ele desempenha o papel desde 28 de julho de 2017.

### Trabalho de voz
Morton já realizou vários audiolivros, incluindo, entre outros, Fool (2009), Sacré Bleu (2012) e The Serpent of Venice (2014), todos escritos por Christopher Moore, além da trilogia Kilo Five de Karen Traviss e Carry On. por Rainbow Rowell (2015). Também fez o trabalho de voz no filme de animação My Dog Tulip de 2009, e dubla o Sith Inquisitor no MMORPG Star Wars: The Old Republic, criado por BioWare e LucasArts.

### Carreira musical
Em março de 2006, ele lançou seu CD solo de estréia, NewClear, pelo qual excursionou nos EUA em maio de 2011, lançando seu segundo álbum de estúdio solo: Caledonia - The Homecoming.

## Vida pessoal
É casado com a produtora Lee Armitage, filha da figura política Richard L. Armitage, desde 2004. Seu filho, Iain, começou como crítico de teatro na Internet.  Discutiu programas da Broadway  de entrevistas na televisão e conduziu as mesmas no Red Carpet para o rádio SiriusXM antes do Tony Awards de 2015. Iain está atualmente interpretando o personagem-título no programa de televisão Young Sheldon . Morton e sua família mantêm casas em Manhattan e Arlington, Virgínia.
Ele não se identifica com nenhum rótulo em particular em sua sexualidade, dizendo: "Eu não me rotularia de nenhuma sexualidade e preferiria que não. Se eu me chamar de hétero, isso me tornará hétero, ou gay me tornará gay, ou transgênero e transgênero. "

## Filmografia

### Filme
| Ano  | Título                                  | Função                      | Notas         |
| ---- | --------------------------------------- | --------------------------- | ------------- |
| 1999 | Capitão Jack                            | 1º Repórter                 |               |
| 2007 | ShowBusiness: O caminho para a Broadway | Ele mesmo                   |               |
| 2009 | My Dog Tulip                            | Ciclista / Veterinário Rude | Função de voz |
| 2015 | A noite anterior                        | Casaco Cheque Patrono       |               |

### Televisão
| Ano     | Título                            | Função        | Notas                           |
| ------- | --------------------------------- | ------------- | ------------------------------- |
| 2000    | <i id="mw2w">London's Burning</i> | Davie         | 2 episódios                     |
| 2000    | Taggart                           | Bobby         | Episódio: "Comprimento de onda" |
| 2000    | The Knock                         | Colin Hunter  | 1 episódio                      |
| 2000    | A conta                           | Fraser        | 2 episódios                     |
| 2000-01 | <i id="mw9w">Algo no ar</i>       | Pantanoso     | 2 episódios                     |
| 2008    | Grandes Performances              | Lingniere     | Episódio: "Cyrano de Bergerac"  |
| 2012    | Fora da caixa                     | Travis Bickle | Episódio: "Taxi Driver"         |
| 2016    | A boa esposa                      | Ivr Bircher   | Episódio: "Veredicto"           |

### Videogames
| Ano  | Título                                   | Função                                        | Notas                                   |
| ---- | ---------------------------------------- | --------------------------------------------- | --------------------------------------- |
| 2011 | A Guerra das Estrelas: A Velha República | Sith Inquisitor Vozes masculinas / adicionais |                                         |
| 2013 | A Guerra das Estrelas: A Velha República | Sith Inquisitor Masculino                     | Expansão: "Ascensão do Cartel de Hutt"  |
| 2014 | A Guerra das Estrelas: A Velha República | Sith Inquisitor Masculino                     | Expansão: "Shadow of Revan"             |
| 2015 | A Guerra das Estrelas: A Velha República | Sith Inquisitor Masculino                     | Expansão: "Cavaleiros do Império Caído" |